# Verdens længste rap (album)
Verdens længste rap er et album fra 1995 af Østkyst Hustlers udgivet på Sony Music. Albummet er opbygget som et konceptalbum med numrene bundet sammen i en knap 80 minutters lang historie om livet som hustler i både med- og modgang.
Albummet blev en stor succes og det modtog prisen som Årets Danske Rap/Dance Udgivelse for albummet Danish Music Awards i 1996.

## Baggrund
Nikolaj Peyk, Bossy Bo og Jazzy H havde startet deres samarbejde i 1993 med rap-radioføljetonen Bo han hadede ikke julen, men det var tæt på på P3's Børneradio. Børneradio ville udgive føljetonen på CD, men det var gruppen, der på dette tidspunkt ikke havde noget egentligt navn, ikke interesserede i, da de mente, at man skulle lave musikken til det medie som det skulle udgives på.
De forhandlede med Børneradio, og indvilligede i at skrive endnu en rap-radioføljeton, men den skulle være 80 minutter lang, for det var, hvad en CD kunne indeholde. Projektet fik arbejdstitlen Østkyst Hustlers. Det endte med en 78 minutters lang fortælling om to hustlere fra København, der drager til Jylland for at forsøge at snyde de lokale til at købe vitaminpiller i den tro, at det er anabole steroider.
Børneradio satte et klistermærke på CD'en med teksten "Verdens længste rap", for at gøre køberne opmærksomme på, at der var tale om en rekord. Da albummet blev en succes, begyndte medierne at efterspørge både et navn på gruppen og albummet. De tog bandnavnet Østkyst Hustlers, og kaldte albummet Verdens længste rap, som udkom i 1995.

## Trackliste
1. "Jazzys Gambit" (7:20)
2. "Bossys Gambit" (12:51)
3. "Nedtur" (6:51)
4. "Gamle Homies" (4:10)
5. "98 Oktan Bly" (5:54)
6. "Hustleroverfarten" (4:22)
7. "Ankomst" (4:11)
8. "Diskohuset" (10:17)
9. "Balladesild" (4:00)
10. "Indbrud" (10:05)
11. "Randers By Night" (8:45)

## Handling
Jazzy (Jazzy H) præsenterer sig selv, han hedder egentligt Morten men kaldes Jazzy og laver penge på smarte numre. Han har haft en pornobutik, som gik i betalingsstandsning, og en plastikstøberi som "brændte ned", og det eneste han beholdt var firmabilen; en Jaguar. Han gik herefter over til designerdrugs, som han får en fyr ved navn Einar (Einar Enemark) til at fremstille. Da Jazzy tager hen til ham på Vesterbro for at hente en ny portion piller viser det sig, at Einar har ændret sig. Han er frisk og har ændret opskriften på sine piller, så de indeholder mineraler, vitaminer og klid i stedet for ecstasy. Han nægter at lave dem om, og Jazzy forlader ham med vitaminpillerne.
Bossy (Bossy Bo) præsenterer sig selv. Han er en fupmager, der startede i folkeskolen med at sælge slik og sodavand og senere cigaretter. Han tager til en bar kaldet Cool Als Sted, for at vinde penge ved at spille pool. Da han kommer ind viser det sig at Al (Al Agami) er vred, fordi Bossy er løbet fra et lån på 1.000 kr. Han får besked på skaffe 3.000 kr til at betale gælden (med renter), og finder to håndværkere, ved navn Daniel og Svesken, der ser ud til at spille dårligt. Han lader som om han ikke ved hvad 9-ball er, og de bliver enige om at spille om 500 kr. Daniel vinder over Bossy, og de spiller kvit eller dobbelt, hvor Svesken lammetæver ham, og han taber 2.000 kr. Under påskud af at ville hente sin pung går han fra dem.
Jazzy funderer over, hvordan han kommer af med vitaminpillerne. Han vil ikke ødelægge sit rygte i København, så han beslutter sig for at sælge dem i Randers. Bossy møder Al der kræver penge. Han flygter ud på toilettet og brækker et vindue op og smutter ud. Al og nogle rockertyper fra baren hører tumulten og følger efter ham, og han løber hjemad. Han løber over en vej, hvor Jazzy rammer ham. De genkender hinanden fra folkeskolen, og Bossy får overtalt Jazzy til at tage ham med i bilen, så han kan komme væk fra Al, mod at han betaler for benzin til bilen.
De kører afsted på Sjælland, og de skændes om gamle dage. De stopper på en tankstation for at tanke, og i stedet for at betale Bossy laver et hustlertrick på tankbestyreren (Jo-C-Fine). Han fortæller, at han er livvagt for Jazzy, der skulle være serbokroatisk EU-kommissær, og ikke har andet end écu fra den belgiske bank at betale med. Det tager tanken ikke imod, og Bossy får overtalt pigen til at mødes på et hotel om aftenen, hvor de kan hygge, og hun kan få sine penge.
Jazzy anklager Bossy for at lave dårligt hustleri, og de vædder om, at han kan gøre det bedre. I Kalundborg angiver Jazzy, at han er fra den tyske ambassade og har reserveret plads på færgen. Efter et skænderi med manden i båsen, hvor Jazzy truer med at få ham fyret, så ender det med at de kommer gratis med færgen. Bossy brokker sig over, at Jazzy snuppede hans ide med ambassaden. Ombord på færgen skaffer Bossy dem gratis mad.
I Randers deles deres veje. Jazzy finder et diskotek, hvor han har planer om at sælge sin pille, og han blunder i nogle timer i bilen til det bliver aften. Da han forsøger, at komme ind for at sælge pillerne bliver dørmanden, Zipp, sur og er ved at slå ham ned. Bossy redder ham, da han har bildt Zipp ind, at han har bror i Hells Angels, og derfor har Zipps respekt. Jazzy forklarer, at det er anabolske steroider, og han får lov at komme ind for at snakke med chefen, men Bossy øjner muligheden for at tjene penge på Jazzys salg og kræver andel i eventuelle penge. Hos chefen, kaldet Hr. K (Kenneth K), møder de hans lækre kæreste ved navn Mulle (Camille Jones), der ser ud til at kede sig bravt. Hun synes dog, at Bossy ligner et skvat og at Jazzy spiller smart i jakkesæt. Jazzy vil have 20.000 kr for pillerne og sælger dem på, at man stadig kan få erektion efter at have taget dem. De går ud til Jaguaren for at se på pillerne, og Jazzy og K forhandler om prisen. Mulle dukker pludselig op, og hun er imponeret over bilen og vil gerne have en tur. Jazzy nægter, og Mulle brokker sig, og hun siger til K, at han ikke kan "stille en skid op mod folk fra København!", hvilket får ham til at kræve, at Jazzy giver nøglerne til Mulle. Jazzy fornærmer dem begge og giver Mulle fingeren. K slår Jazzy ned.
Bossy vækker Jazzy og fortæller, at K både har snuppet pillerne og nøglerne til hans bil. De bliver enige om bryde ind på hans kontor for at få nøglerne tilbage. Inde på kontoret venter Mulle, og Jazzy mener at de straks skal flygte. Mulle siger at hun vil hygge og køre i Jaguaren, og Bossy foreslår at de alle tre skal køre en bil for "i mørket på et bagsæde der kan alt ske". Pludseligt er Mulle meget interesseret i Jazzy og vil have sex med ham. Bossy opdager, at K's bil holder ud foran, og kort efter træder han ind på kontoret sammen med Zipp. Han vil tæve de to hustlere, og Bossy kaster en stol i hovedet på ham, og de flygter ud igennem et vindue. Politiet holder tæt udenfor, og begynder at jagte dem. De gemmer sig indtil næste morgen, og ser både politibiler og K og hans folk, og værst af alt Mulle i Jazzys Jaguar køre forbi for at lede efter dem.
Jazzy opgiver bilen og de tager toget hjemad. De har ingen billet eller penge, og de gemmer sig på et toilet for at undgå konduktøren. På toilettet taler de om deres oplevelser og bliver enige om, at det gik over gevind, men er samtidig overraskede over det nemt det var at få afsat pillerne. De beslutter sig for at prøve at køre et lignende trick af i Middelfart.

## Medvirkende

### Rap
- Jazzy H - Jazzy
- Bossy Bo - Bossy
- Einar Enemark - Einar (fremstiller af designerdrugs)
- Al Agami - Al (indehaver af Cool Als Poolhal)
- Jo-C-Fine - Tankbestyrer
- Zipp - Dørmanden
- Kenneth K - Hr. K (kaldet K, lokal kriminel bagmand i Randers)
- Camille Jones - Mulle (K's dame)
- Humleridderne - Daniel og Svesken

### Personnel
- Ole Jensen - elbas, guitar
- Jan Kabré - scratch
- Jazzy H - Tekster
- Nikolaj Peyk - Tekster og producer
- Kenneth Kikkenborg - lydtekniker
- Al Jones - introspeak

## Modtagelse
Albummet blev uventet en stor succes. Allerede i januar 1996 havde det solgt 25.000 eksemplarer og var certificeret guld. Sammenlagt solgte Østkyst Hustlers to første albums omkring 250.000 eksemplarer.
Ved Danish Music Awards i 1996 modtog gruppen prisen som Årets Danske Rap/Dance Udgivelse for albummet.
Jan Opstrup Poulsen fra musikmagasinet GAFFA skrev i en anmeldelse af Østkyst Hustlers' senere album Så Hold Dog Kæft fra 1998 at Verdens længste rap var "den mest originale rapudgivelse herhjemme".
Gramsespektrum lavede i 1997/1998 sangen "Lystfisk Hustlers", der var en parodi på Østkyst Hustlers og deres rap. Nummeret kom med på Gramsespektrum - Greatest Hits 1996-1998.
Humleridderne udgav i 1997 albummet En genial Gaveidé som inkluderede sangen "Verdens korteste rap", med en længde på 30 sekunder, som reference til albummet.